# Estadi Jean Laffon
L'estadi Jean Laffon és un estadi esportiu de la ciutat de Perpinyà, de la comarca del Rosselló, a la Catalunya Nord.
Està situat a l'Alt Vernet, de l'antic poble i ara barri de Perpinyà del Vernet, al carrer del Meridià, entre l'avinguda de l'Aeròdrom i la del Llenguadoc.
L'estadi es fa servir per a la pràctica del rugbi a 13 i el futbol. És seu habitual de clubs com la Union Treiziste Catalane i del Perpinyà Canet Football Club. També ha estat seu de partits internacionals de rugbi a 13 com el partit disputat el 18 de novembre del 1961 entre França i Nova Zelanda, que reuní un total de 9.520 persones. Actualment té una capacitat per a 7.050 espectadors.